# 미카 미사일
미카 미사일은 프랑스판 암람 미사일로, 추력편향 중거리 공대공 미사일이다.

## 사용국
- 프랑스 - 프랑스 공군, 프랑스 해군
- 그리스 - 그리스 공군
- 모로코 - 모로코 공군
- 오만 - 오만 해군
- 카타르 - 카타르 공군
- 중화민국 (대만) - 중화민국 공군
- 아랍에미리트 - 아랍에미리트 공군
- 인도 - 인도 공군

## 같이 보기
- 미사일 목록
- 미사일
  - 공대공유도탄 (공대공미사일)
    - AIM-9 사이드와인더
    - AIM-120 암람
    - AIM-132 아스람
    - CAMM (미사일) (Common Anti-Air Modular Missile)
    - IRIS-T
    - PL-9
    - 움콘토 (미사일) (Umkhonto)
    - A-Darter
    - R-Darter
    - 더비 미사일
    - 미카 미사일

  - 함대공미사일
    - K-SAAM
- 전투기
  - 다소 라팔